# أحمد محمد بيدر
أحمد بن محمد بيدر (1937 - 1963 ) سياسي يمني من الثوار المناهضين لحكم الإمامة في اليمن، شارك في كثير من مظاهرات الطلبة، ضد الحكم الإمامي، وتخرج في كلية (الطيران) ، وفي يوم ثورة 26 سبتمبر ، التي أطاحت بالنظام الملكي وأقامت النظام الجمهوري عام 1962م، كان أصغر الضباط؛ إذ لم يتجاوز عمره خمسًا وعشرين سنة. توجه بعد الثورة إلى منطقة حرض، لصد هجوم شنته بقايا فلول القوات الملكية؛ فانفجر لغم في المدرعة التي كان يستقلها، ومات إثر ذلك على الفور. قتل في منطقة حرض، في محافظة حجة.